# Coney Island (Brooklyn)
Coney Island egy félszigeten elterülő lakónegyed, szórakozónegyed New York Brooklyn városrészének délnyugati részén. Itt található New York legnépszerűbb, a nyílt óceánra néző tengerparti strandja, tömegeket vonzó vidámparkjai, majd az 1950-es évektől az itt kiépült lakónegyedek is. 
A 19. század közepére vált tengerparti üdülőhellyé, a 19. század végére pedig már New York neves szórakoztató központja volt, attrakciói a 20. század első felében értek el történetük csúcsára. A második világháború után már csökkent népszerűségük, majd az évekig tartó elhanyagolódást követően számos építményt el is bontottak. Az 1970-es évektől a 2000-es évekig felújítására különféle projektek indultak.

## Strandja
Coney Island Atlanti-óceánra néző partszakasza peremét mesterséges építmények képezik, a strandok nem természetesek; 1922–1923-as átépítése óta a strandokon a homokot körülbelül kéttucatnyi horony tartja a helyén. Éghajlata párás, szubtrópusi jellegű, így a forró nyári napokon felüdülést ad a New York-iaknak. 
Partszakasza a félsziget déli vonalában húzódik, 4.3 km hosszú. A félsziget nyugati csücskén lévő lakóparktól, a Sea Gate szélétől Coney Island középső részén át Brighton Beach mentén egészen Manhattan Beach széléig terjed. E mentén 1923-ban épült meg deszkázott parti sétánya, a Riegelmann Boardwalk, ez 15 – 24 m széles, a különböző szórakozó helyeket, vidámparkokat, látványosságokat köti össze.
Egészen 1923-ig a strandok privát tulajdonban álltak, ekkor a város megvette a vízparti területeket és kialakították a sétányt is. Jelenleg pusztán a Sea Gate lakópark területén fekvő partszakasz számít magántulajdonnak. A szórakozóhelyek mellett számos klub is hozzájárul az óceánpart nyüzsgő életéhez, köztük téli úszást is szervezők, ezek közül a legnépszerűbb az évente megrendezésre kerülő újévi fürdőzés.  

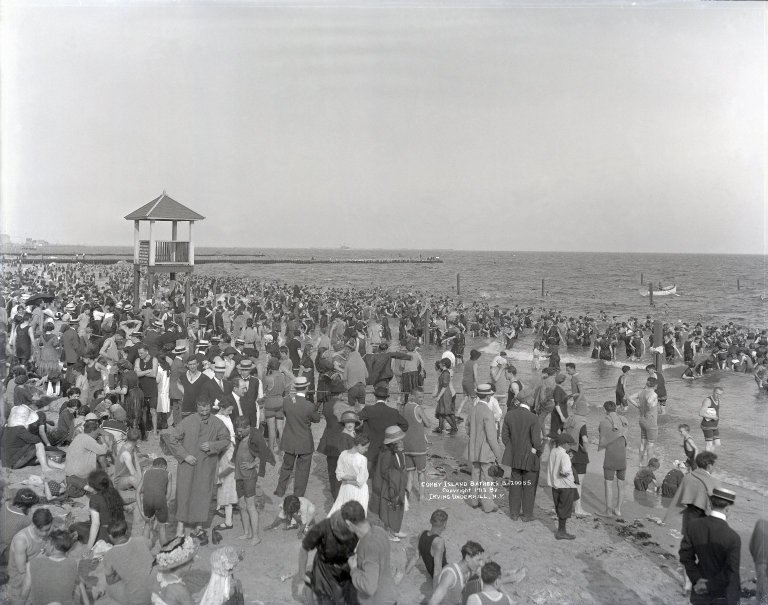
Fürdőzők Coney Island strandján, a Brooklyn Múzeum gyűjteménye, c. 1913
- Coney Island, c. 1940
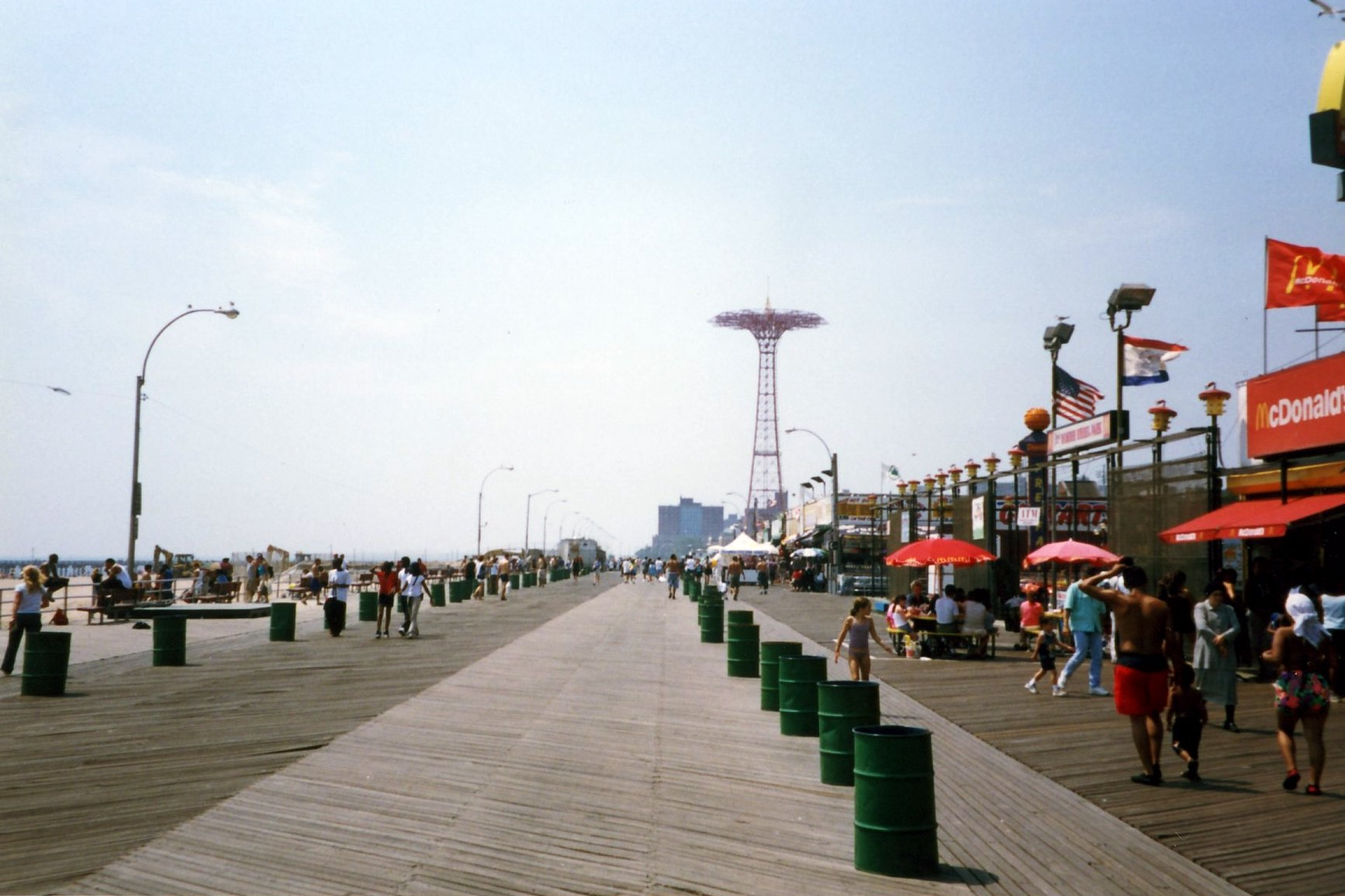
Sétánya, a Riegelmann Boardwalk
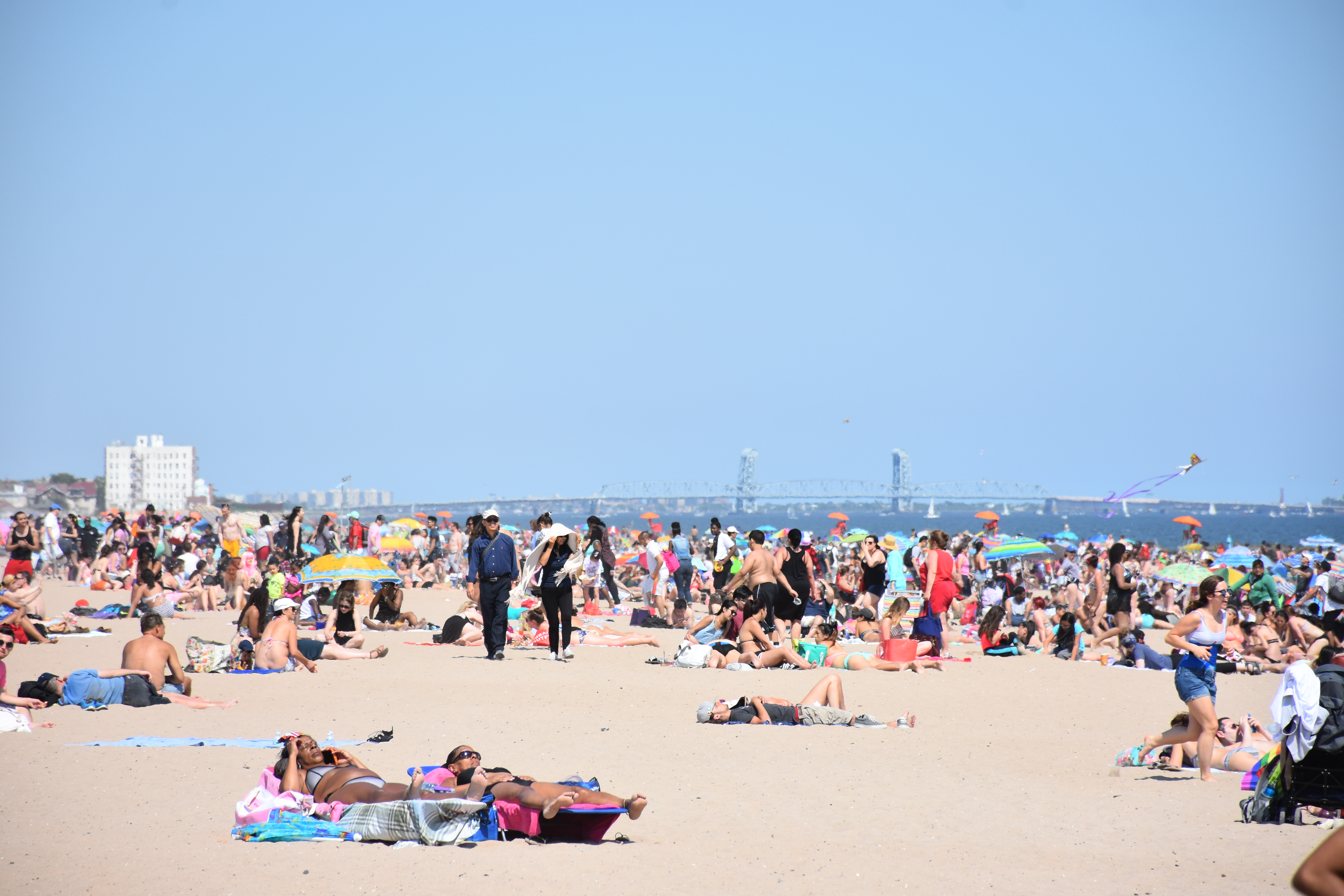
Coney Island tengerpartja 2016 júniusában, a horizonton a Marine Parkway–Gil Hodges Memorial Bridge látható

## Földrajz és éghajlat

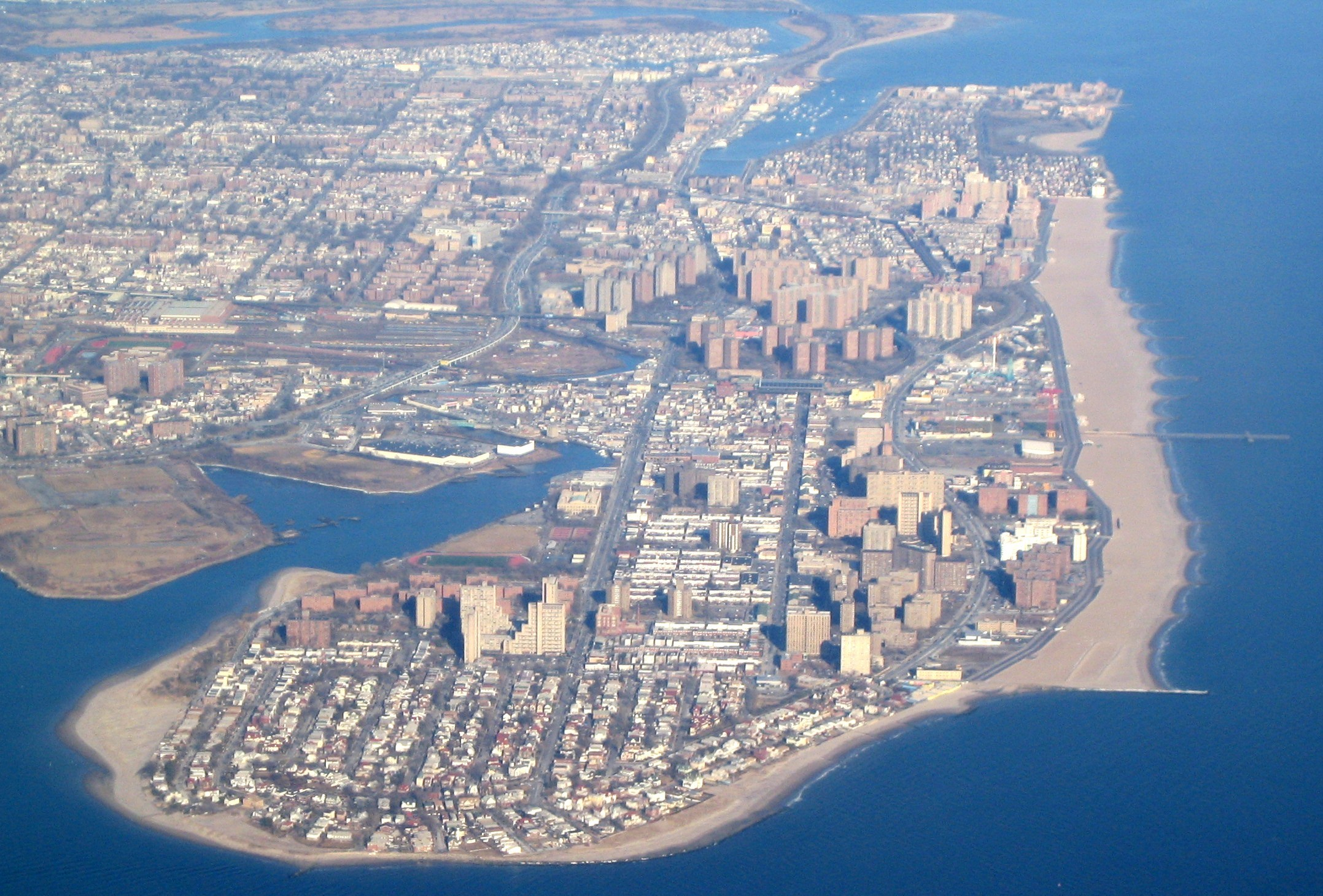
Légifelvétel Coney Islandről, a fotó a félszigetet nyugati vége felől mutatja.

Neve ellenére nem igazi sziget, habár korábban sziget volt, Long Island déli partján fekvő szigetcsoport legnyugatibb szigete. Mivel a területet a szárazföld többi részétől elválasztó csatornát a 20. század elején feltöltötték, így félszigetnek lehet nevezni. Coney Island körülbelül 4 mérföld (6,4 km) hosszú és 0,5 mérföld (0,80 km) széles. Tengerszint feletti magassága 7 láb (2,1 m). Korábban a Coney Island Creek választotta el Brooklyntól, a csatorna nagy részét az 1920-as és 1930-as években töltötték fel.
Két nagy parkja a Kaiser Park és a Coney Island Creek Park a félsziget északnyugati oldalán létesült, a Coney Island Creek mentén.
A félsziget középső részén kiépült lakónegyedét keletről Brooklyn további két körzete: Brighton Beach és Manhattan Beach határolja, délről és nyugatról az Alsó New York-i öböl, északi szomszédja Brooklyn másik lakónegyede, az egykori holland gyarmati város nevét viselő Gravesend, nyugaton pedig a félsziget nyugati csücskén kiépült Sea Gate lakópark fekszik. Tágabb értelemben viszont Coney Island alatt a teljes félszigetet értik, így hozzáveszik még Brighton Beach, Manhattan Beach és a „Sea Gate” lakópark területét is.

## Neve
A régió indián őslakosai, a lenape nép a területet narriochnak nevezte, ez „árnyék nélküli földet", vagy „mindig fényben levőt " jelenthet a napsütötte tengerpartjára utalva. Egy másik lehetséges jelentés a "pont" vagy a "föld sarka". A sziget eredetileg több kisebb történelmi szigetecskéből állt, mindegyiket holland telepesek nevezték el, közülük a legnyugatibb turzás nevét a holland időkben, valószínűleg a 17. században kapta, amikor Konijn Eilandnak, azaz Nyulak szigetének nevezték. A 17. század eleji holland térképeken Conyne Eylandt  néven látható. Ezt változtatták az angol telepesek a csaknem azonos hangzású Coney Islandre. Az angolosított neve a 19. század első felétől a kompjáratok megjelenésének idejéből már általánosan ismert volt.

## Története

### Korai település

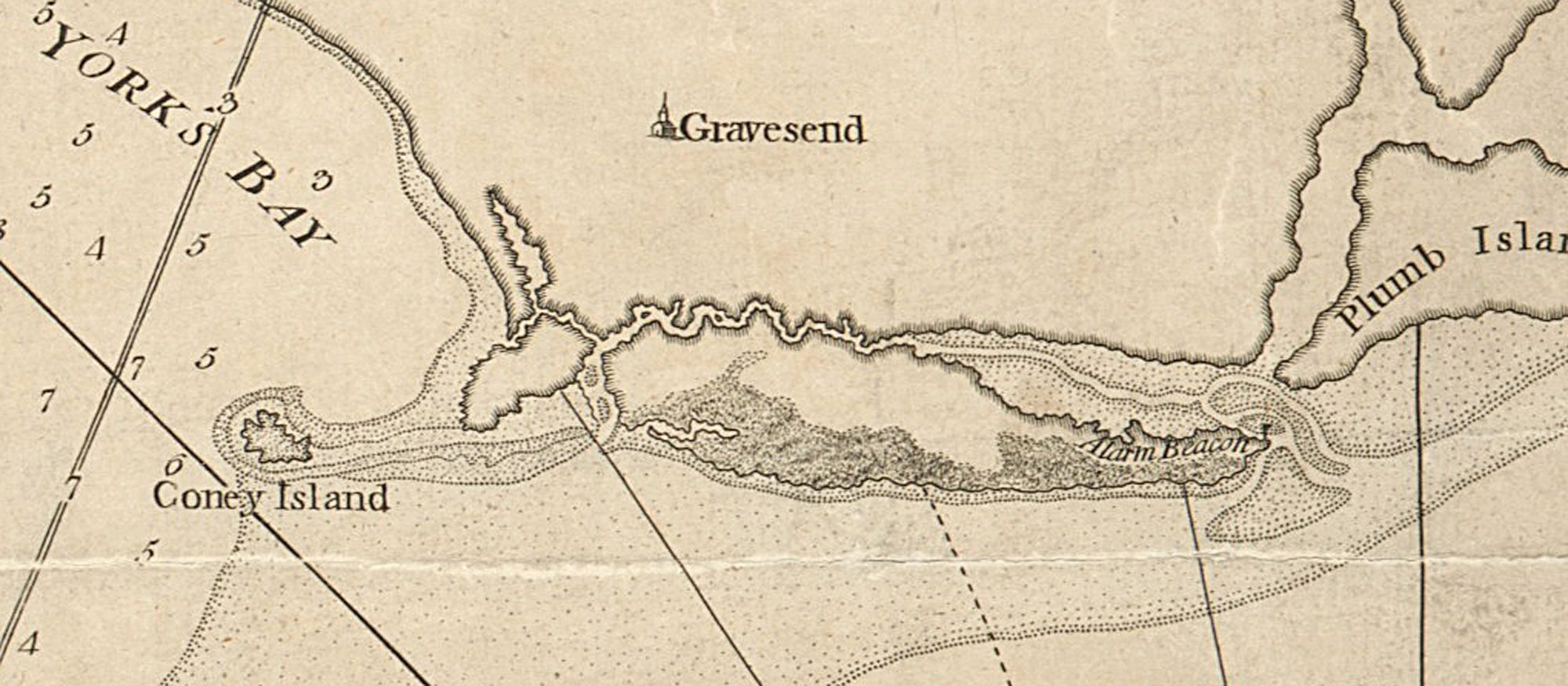
Egy 1776-ban készült tengerésztérkép részlete, ezen az a szigetcsoport látható, mely végül Coney Islanddé formálódott.

Az itáliai Giovanni da Verrazzano volt az első európai felfedező, aki Narrioch szigetét megpillantotta 1527 és 1529 között. Első holland telepesként 1639-ben Anthony Janszoon van Salee szerzett földet Coney Island mellett. A terület eredetileg az egykori holland telepesek Gravesend gyarmati városához tartozott és ahogy a holland települések nőttek, az indián lakosság száma úgy fogyatkozott, majd a mai Brooklyn teljes déli részét 1645-ben árukért cserébe „megvásárolták” az indiánoktól. Az ügyletet nem rögzítették okiratokban, de a későbbi beszámolók szerint a szigetért cserébe fegyvert, takarót és vízforralót adtak.

### Üdülőhellyé fejlesztése

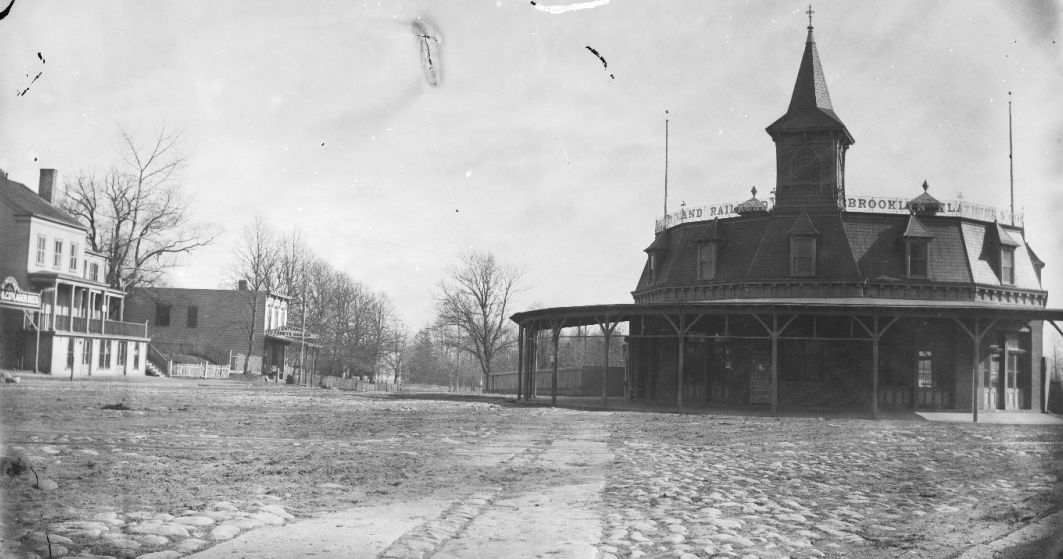
Vasútállomás Coney Islanden, kb. 1872–1887

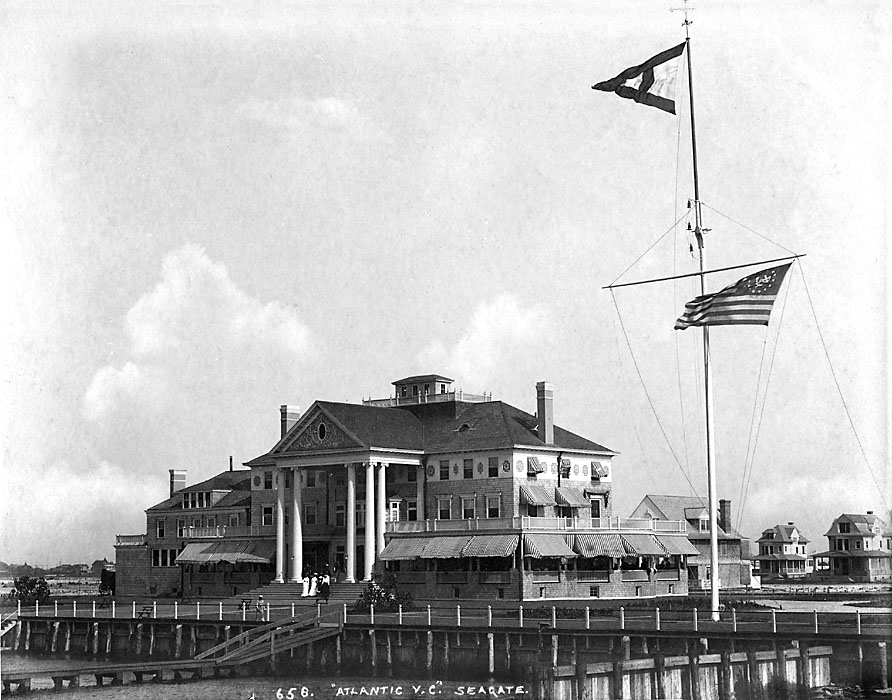
Az Atlantic Yacht Club (Sea Gate) 1890-es években felhúzott épülete, ez 1933-ban leégett

1824-ben húzták fel az első hidat a Jamaica-árok felett (ma Coney Island Creek néven ismert), ez kötötte össze a szigetet Long Islanddel, valamint egészen a strandokhoz vezető utat is kiépítettek a szigeten. 1829-ben megszületett a sziget első szállodája a Coney Island House, ez a mai Sea Gate közelében állt, ezt követte aztán a többi, megannyi étteremmel és egy kaszinóval egyetemben.
Coney Island relatív közelsége Manhattanhez és New York más városrészeihez, valamint az akkor még önálló városként létező Brooklyntól való távolsága miatt már az 1830-as és '40-es években vonzotta a kikapcsolódni vágyókat. A kocsiutak és a gőzhajó-szolgáltatás is segítette az utazást New Yorkból, ezek  a korábban félnapos utat két órára csökkentették. Ekkor még a látogatók többsége jómódú, kocsival érkező polgár volt, majd 1847-től már a középosztály is elkezdte Coney Islandet felkeresni, miután a félsziget nyugati részén lévő Norton's Pointra kompjárat indult. Az első vasút pedig 1864-ben érte el Coney Islandet, a következő 13 évben további négy vasútvonalat építettek meg, kifejezetten az üdülők szállítására.

### Vidámparkok megjelenése
Körülbelül 1880 és a második világháború között Coney Island volt az Egyesült Államok legnagyobb szórakoztató negyede, ami évente több millió látogatót vonzott. A századforduló éveiben az előkelő közönség már nem látogatta Coney Islandet, átadták helyüket a századelő középosztályának, szórakoztató régióvá való fejlesztése egybeesett a városi vidámparkok megépítésével az Egyesült Államok más részein is, ami a szórakozást passzívból aktív tevékenységgé változtatta. Ezek közül  Coney Island volt a legnagyobb. Fénykorában három hatalmas vidámpark – a Steeplechase Park (1897–1964), a Luna Park (1903–1944), és a Dreamland (1904–1911) -, valamint számos különböző szórakozóhely versenyzett a látogatókért.  Coney Island legforgalmasabb része, a Steeplechase Park 1900-ban a forró nyári napokon már százezer látogatót vonzott. A terület az új technológiai eredmények és innovációk központja is volt e téren, beleértve az elektromos lámpákat, körhintát, hullámvasutat. 1884-ben épült meg az első hullámvasút, majd néhány évvel később állították fel az első óriáskereket, amit a New York-iak Ferris-keréknek neveztek, mivel George W. G. Ferris amerikai mérnök készített elsőnek ilyen alkalmatosságot. A 20. század első évtizedében Coney Island a kikapcsolódni vágyók legjobb menedékhelyének számított, "az amerikaiak növekvő büszkeségének szimbólumává vált".

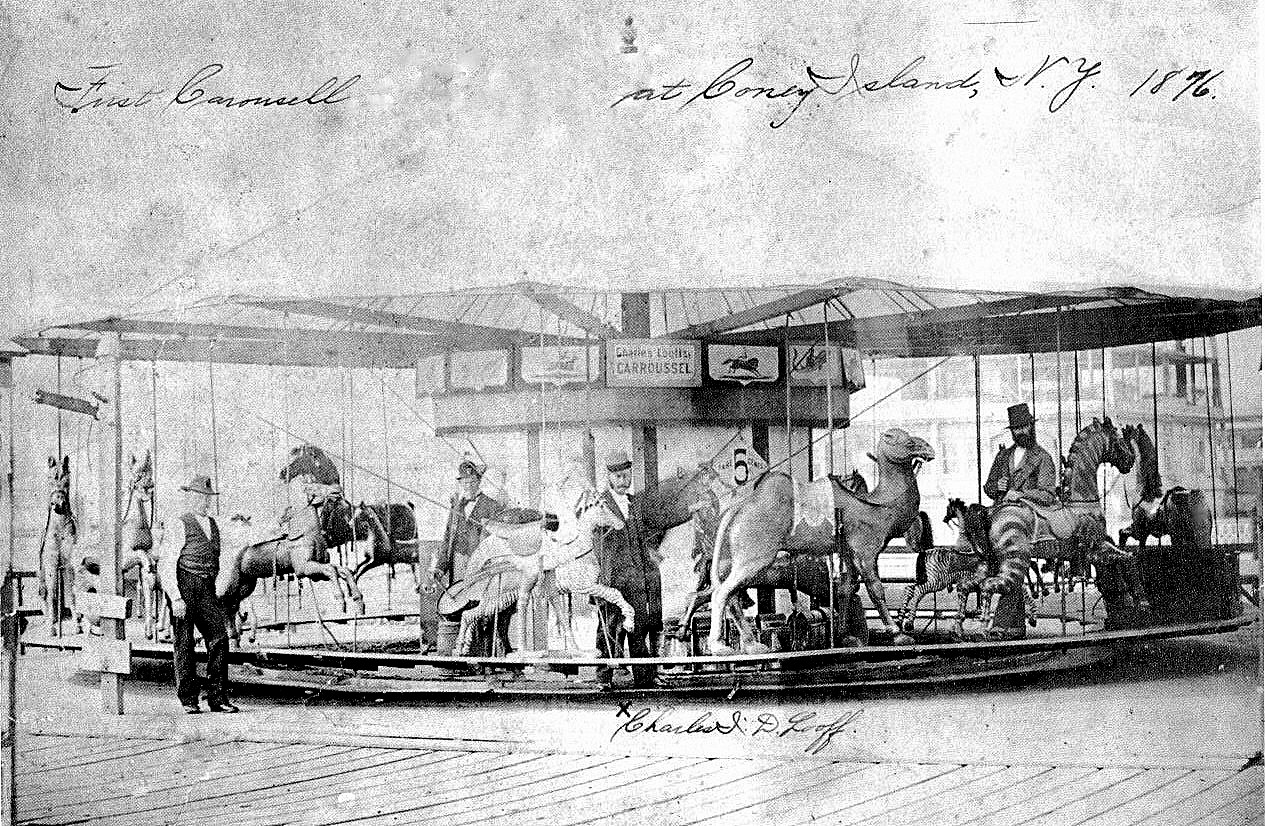
Az első körhinta Coney Islanden, Charles Looff készítménye
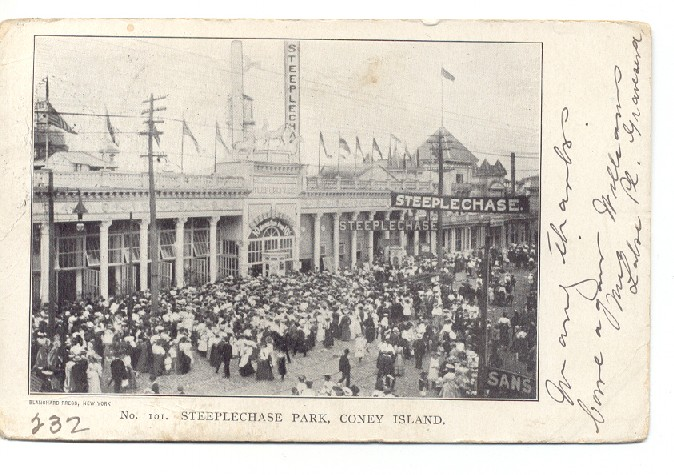
Steeplechase Park, a három nagy vidámpark egyike, 1905
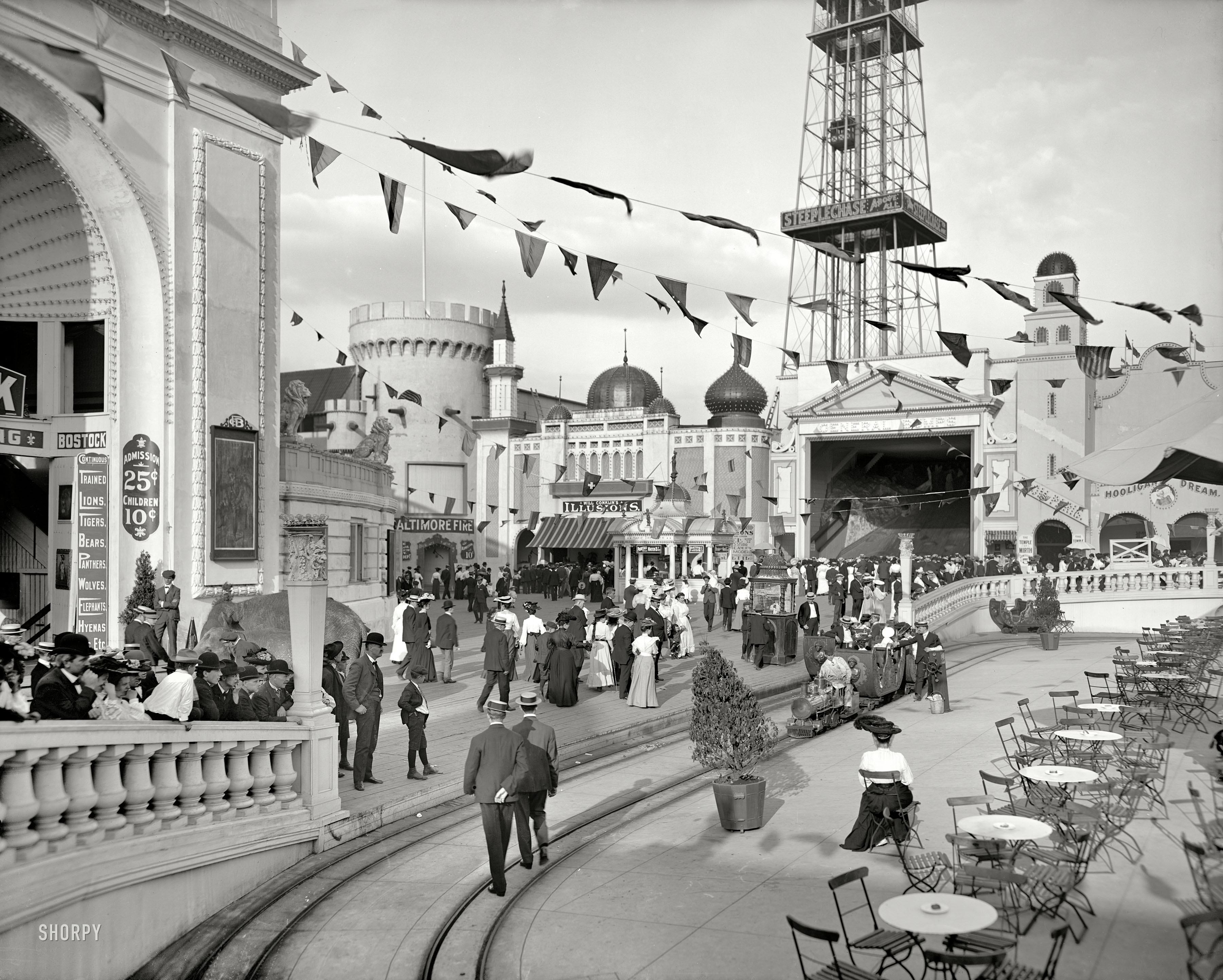
Dreamland, a három nagy vidámpark egyike, c. 1905
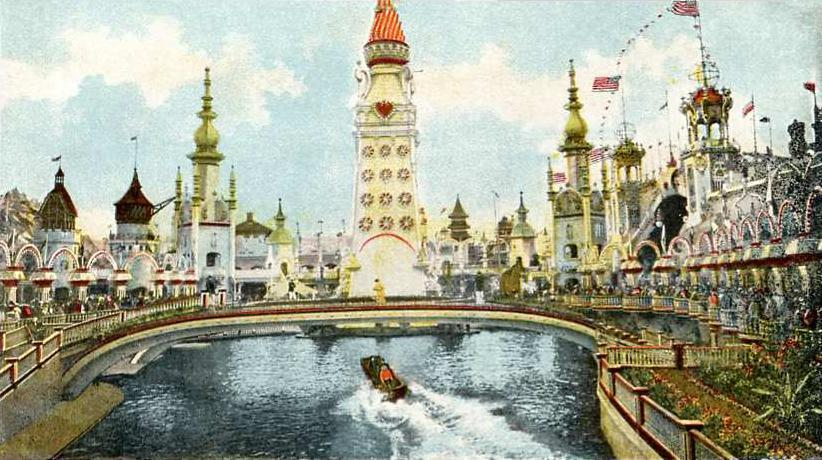
A három vidámpark egyike a Luna Park, 1907

Coney Island szórakoztató negyeddé való fejlesztése a második világháború végéig folytatódott, a szórakoztatóipar központjává lett. Mutatványos negyedei – többek között a „Kis Arábiának” nevezett -, valamint az egyéb attrakciók, - mind hozzájárultak a terület szórakoztató központtá válásához. Egyik legnevezetesebb ezek közül az 1939-40. évi világkiállításra készült hatalmas torony volt, ahonnan bárki leereszkedhetett ejtőernyővel. A második világháború alatt is megőrizte Coney Island népszerűségét, a katonaság soraiból is sokan látogatták,  de a New York-i gengsztervezérek is itt, Coney Islanden költötték el különböző kétes forrásból származó pénzüket.
1957-ben ide költöztették át a New York-i Aquariumot.

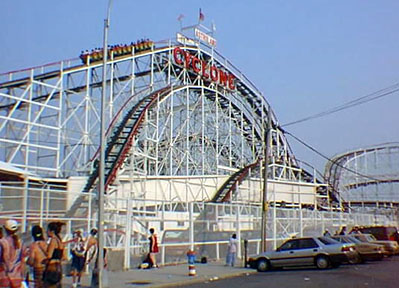
Coney Island egyik nevezetes hullámvasútja, a Cyclone
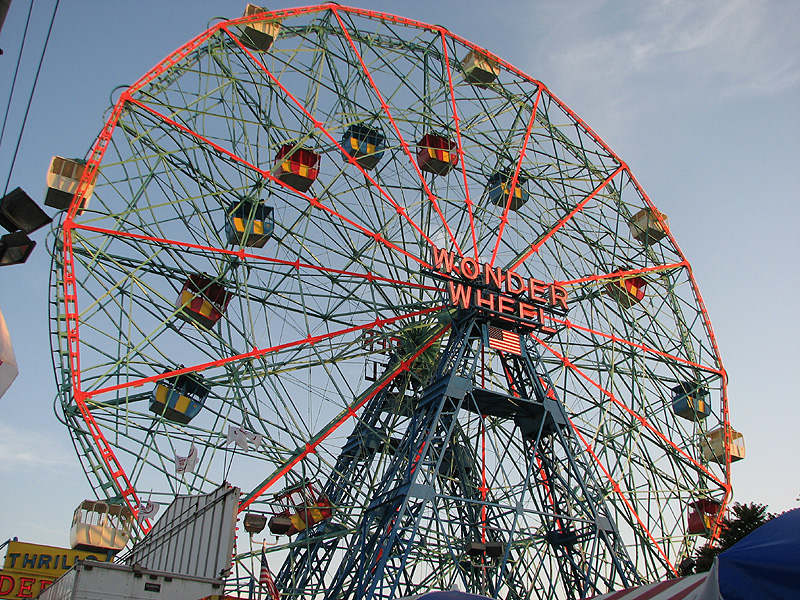
A Wonder Wheel excentrikus óriáskerék
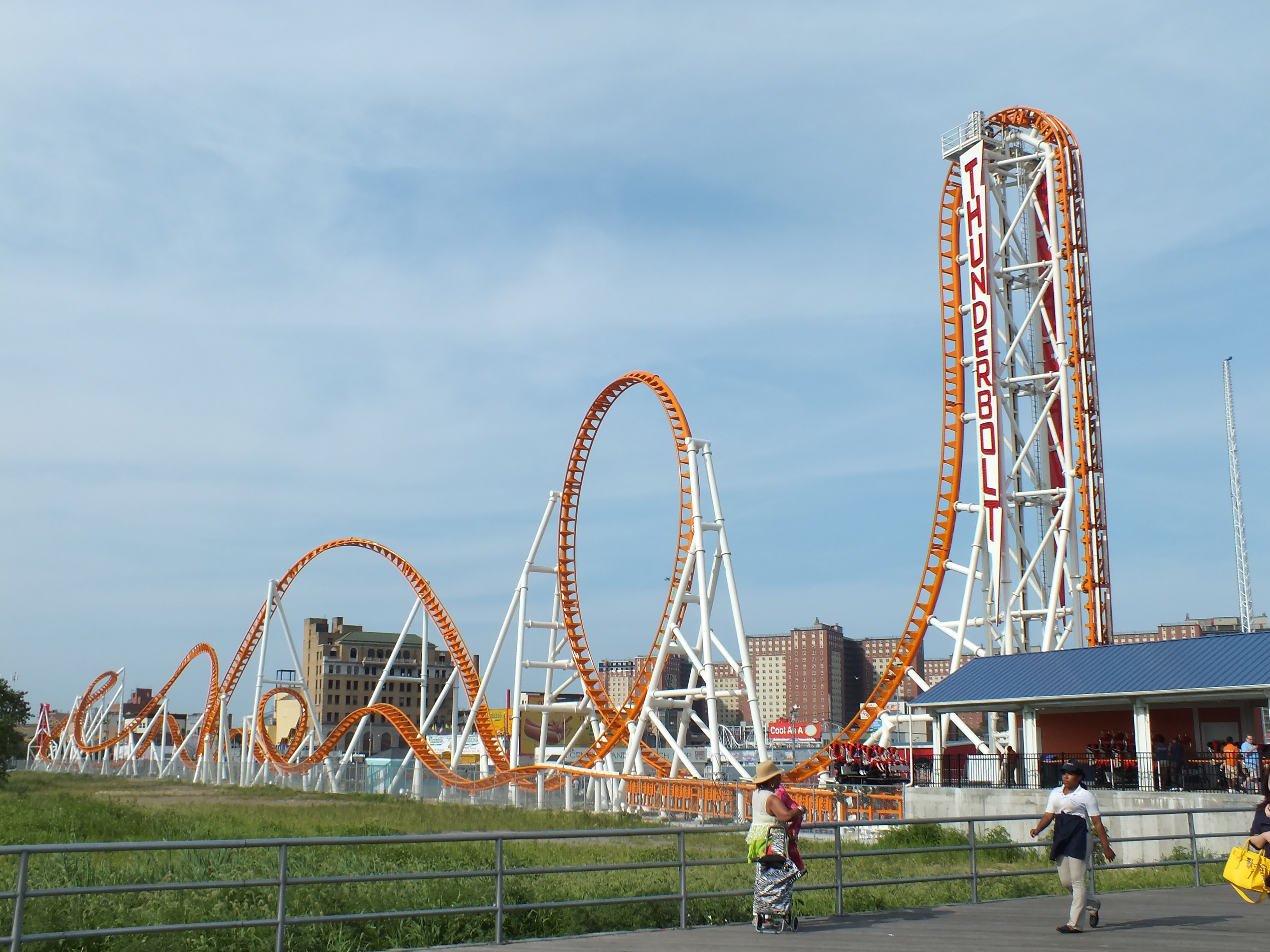
A Thunderbolt hullámvasút 2014-ben (az eredetit 2000-ben elbontották)
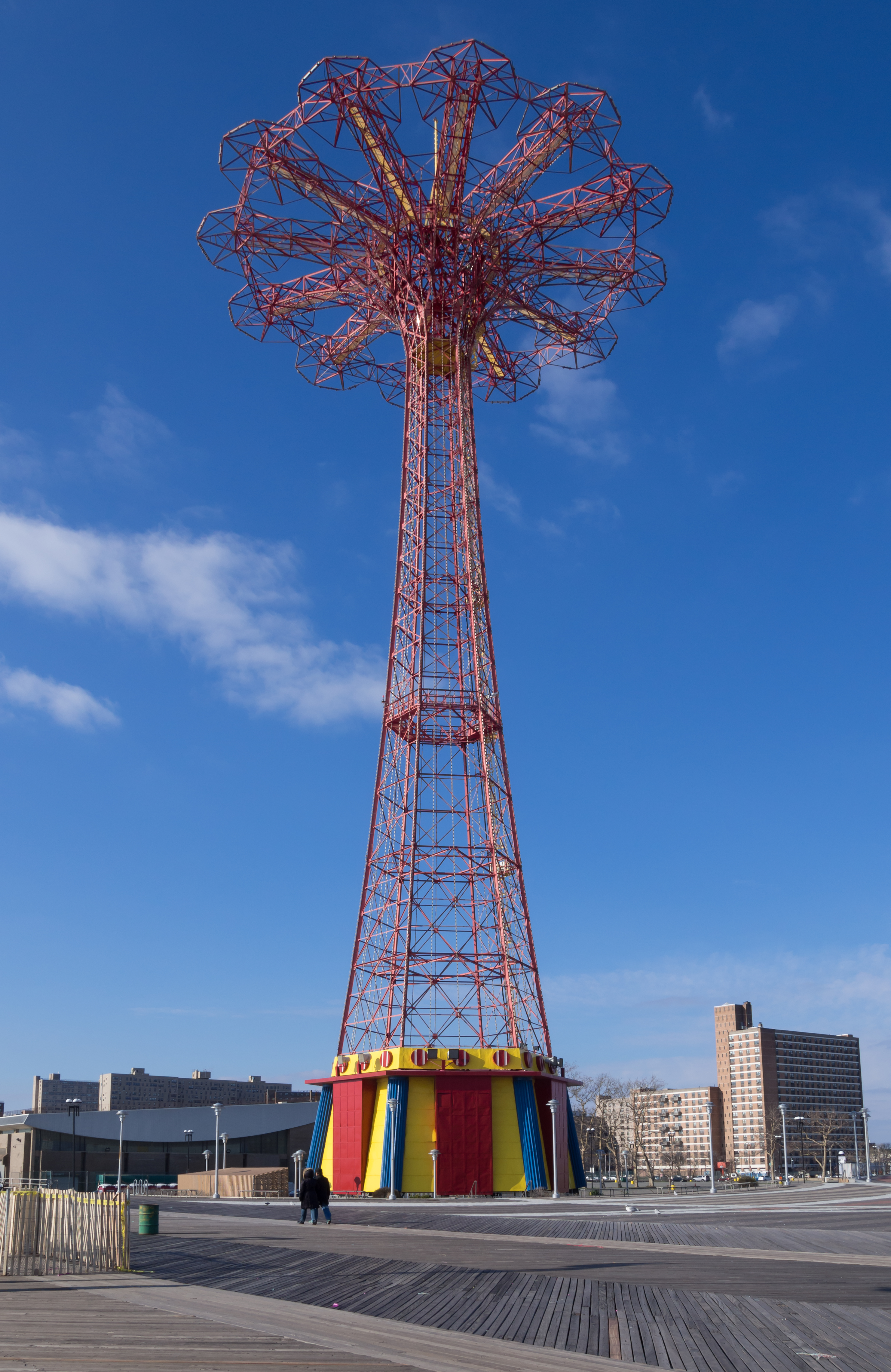
Ejtőernyős ugrótorony

### Lakónegyed kiépítése
Az ötvenes évek elején a régió övezeti besorolását megváltoztatták, így lehetővé vált lakónegyedek kiépítése. Az elkezdődött építkezések során az öbölre néző területek jórészét felvásárolták.  Coney Island és Gravesend néven két lakótelep is épült itt, majd a hatvanas években három hatalmas lakótömböt emeltek.  Coney Island nyugati csücske, az ún. Sea Gate, azelőtt exkluzív fürdőhely volt, jelenleg lakópark, melyet kerítés és magánrendőrség véd a külvilágtól. A fejlesztések eredményeképp 1966 körülre a félszigetnek kb. 100 000 lakosa volt.

## Demográfia
Az Egyesült Államok 2010-es népszámlálási adatai szerint Coney Islandnek körülbelül 32 000 lakosa volt. A környék etnikailag sokszínű, a 27%-os szegénységi rátája valamivel magasabb, mint New York város egészében.

## Közlekedés
1920 óta Manhattan szívéből metróval is megközelíthető, jelenleg négy metróállomása van. Ezek közül az 1917 és 1920 között megépült Stillwell Avenue station a maga nyolc vágányával a világ egyik legnagyobb metróállomásának számít. Emellett komppal is el lehet jutni Coney Island nyugati partjára Alsó-Manhattanből a Wall Street közeli kompkikötőből.

## További információ
- Rem Koolhaas, Delirious New York: A Retroactive Manifesto for Manhattan (Academy Editions, London, 1978; republished, The Monacelli Press, 1994 — a large part of the book focuses on Coney Island amusement parks)
- John F. Kasson, Amusing The Million: Coney Island at the Turn of the Century (Hill and Wang, New York, 1978; Distributed in Canada by Douglas and McIntyre Ltd.)
- Charles Denson, Coney Island: Lost and Found (Ten Speed Press, 2002)
- Coney Island Archiválva 2017. március 7-i dátummal a Wayback Machine-ben., a 1991 documentary film by Ric Burns for American Experience
- Townsend Percy. Percy's Pocket dictionary of Coney Island. New York: E. Leypoldt (1880. március 25.). OCLC 5926329
- J. Perkins Tracy. The tourists companion and guide to Coney Island, Fort Hamilton, Bath Beach, Sheepshead Bay, Rockaway Beach and Far Rockaway. New York: Austin Publishing Co. (1887. március 25.)